# دفتر بین‌المللی زمان
دفتر بین‌المللی زمان، دفتر بین‌المللیِ سرپرستِ ترکیبِ اندازه‌گیری‌های گوناگونِ زمان جهانی بود. ستاد دفتر بین‌المللی زمان آن در رصدخانه پاریس قرار داشت. دفتر بین‌المللی زمان نقش مهمی در پژوهش اندازه‌گیری زمان بازی می‌کرد. در سال ۱۹۸۷ (میلادی) مسئولیت‌های دفتر بین‌المللی زمان به اداره بین‌المللی اوزان و مقیاس‌ها و سرویس بین‌المللی چرخش زمین و سامانه‌های مرجع سپرده شدند.

## تاریخچه
تصمیم به پیدایش دفتر بین‌المللی زمان در سال ۱۹۱۲ (میلادی) در کنفرانس بین‌المللی ساعت رادیوتلگرافیک گرفته شد. در همان سال تلاش شد تا وضعیت بین‌المللی دفتر با نوشتن مفاد یک پیمان بین‌المللی تنظیم شود. اما به دلیل آغاز جنگ جهانی اول پیمان به تصویب کشورهای عضو نرسید. پس از پایان جنگ جهانی اول و در ۱۹۱۹ (میلادی) تصمیم گرفته شد که دفتر بین‌المللی زمان، بدنه اجرایی کمیسیون بین‌المللی زمان باشد. این کمیسیون یکی از کمیسیون‌هایی بود که بعدها اتحادیه بین‌المللی اخترشناسی را پایه‌گذاشتند.
از ۱۹۵۶ (میلادی) تا ۱۹۸۷ (میلادی) دفتر بین‌المللی زمان بخشی از فدراسیون خدمات آنالیز داده ژئوفیزیک و اخترشناسی بود. در ۱۹۸۷ (میلادی) کار ترکیب اندازه‌گیری‌های گوناگون زمان جهانی به اداره بین‌المللی اوزان و مقیاس‌ها سپرده شد. کارهای درست‌کردن زمان با توجه به چارچوب مرجع اجرام آسمانی و حرکت وضعی زمین نیز به سرویس بین‌المللی چرخش زمین و سامانه‌های مرجع سپرده شدند.